# Arenaria norvegica
Espèce
Synonymes
- Alsine trifolia Baring-Gould ex Bab.[2]

Arenaria norvegica, également connue sous le nom de sabline arctique, anglaise ou de Norvège, est une espèce de plantes à fleurs de la famille des Caryophyllaceae. C'est une plante à croissance basse qui se trouve au nord-ouest de l'Europe. Il existe deux sous-espèces reconnues. 

## Description
Arenaria norvegica est une plante très ramifiée, à croissance basse, pouvant atteindre six centimètres de haut. 

### Arenaria norvegicasubsp.anglica
Arenaria norvegica subsp. anglica est une plante herbacée annuelle ou bisannuelle avec peu de pousses non fleuries. Les fleurs mesurent onze à vingt-trois millimètres de diamètre. La plante fleurit de mai à octobre. 

### Arenaria norvegicasubsp.norvegica
Arenaria norvegica subsp. norvegica est une plante herbacée vivace avec de nombreuses pousses non fleuries. 

## Distribution
Les deux sous-espèces sont rares et localisées.
Arenaria norvegica subsp. anglica est limité aux régions calcaires des Yorkshire Dales au Royaume-Uni.
Arenaria norvegica subsp. norvegica se trouve à l'ouest et au nord-ouest de l' Écosse, dans les îles Shetland, à l'ouest de l' Irlande, en Scandinavie  et en Islande, .

## Liste des sous-espèces
Selon Catalogue of Life (15 novembre 2020) :
- sous-espèce Arenaria norvegica subsp. anglica
- sous-espèce Arenaria norvegica subsp. norvegica

Selon Tropicos (15 novembre 2020) :
- sous-espèce Arenaria norvegica subsp. anglica Holliday